# バーンズ・コレクション
バーンズ・コレクション (Barnes Collection, Barnes Foundation Collection) は、アメリカ合衆国フィラデルフィア郊外ローワー・メリオンにある美術財団のバーンズ財団が所蔵する美術作品コレクションである。美術コレクターであり、美術研究者であったアルバート・C・バーンズが収集したフランス近代絵画2,500点以上を擁する個人コレクションが財団によって所蔵・管理されている。所蔵コレクションの展示施設のフィラデルフィア中心部への移転により、2012年に財団による美術館が開館している。

## 沿革
アルバート・C・バーンズ（1872年-1951年）は、1912年より本格的に美術品の収集を開始した。1922年には自身のコレクションを管理・教育的目的のため財団を設立し、ペンシルベニア大学と提携して教育プログラムを実施した。バーンズはピエール＝オーギュスト・ルノワールやアンリ・マティスに関する研究書や理論書を何冊も著しており、単なるコレクターではなく研究者であったと言える。当時アメリカでは印象派の作品は低く評価されており、バーンズは自身のコレクションを批判され、以後その観覧を教育目的以外では非公開とした。バーンズは他の研究者や批評家と軋轢が絶えなかったことでも知られ、エルヴィン・パノフスキー、メイヤー・シャピロ、T・S・エリオット、ル・コルビュジエなどはコレクション観覧を断られている。画家のアンリ・マティスとは良好な関係を築き、1930年にはマティスによる中央ギャラリーの壁画《ダンス》が完成した。

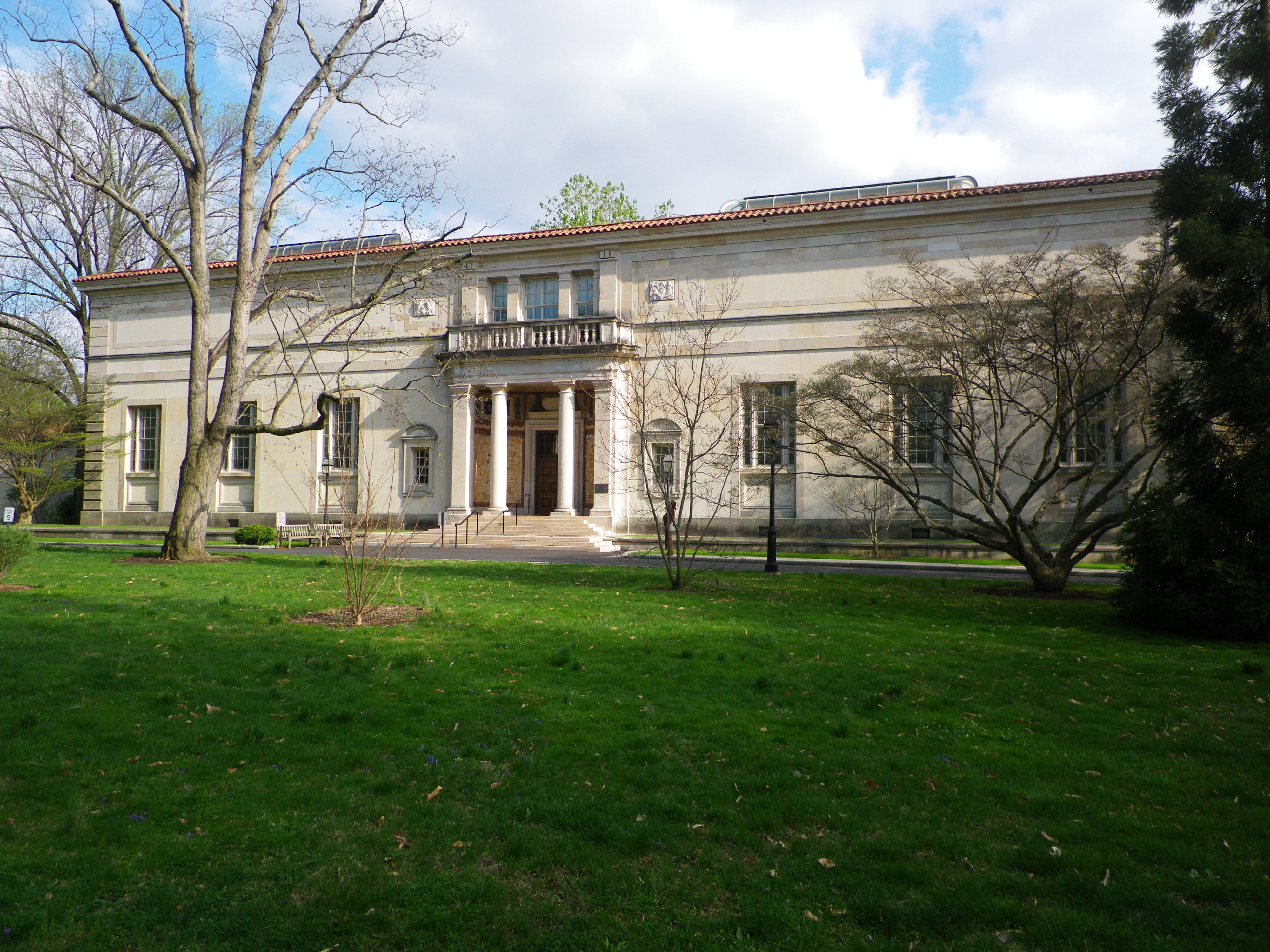
メリオンにあるバーンズ財団旧館

バーンズの死後もそのコレクションは非公開、非複製、売却禁止といった遺言によって長らく門外不出であったが、展示室の全面改修の基金集めの目的で、ワシントンのナショナル・ギャラリー、パリのオルセー美術館、1994年には東京の国立西洋美術館にその一部が貸出され、各地で展覧会が行われた。
2002年9月、バーンズ財団理事会より、それまでメリオンにあった財団をもっとアクセスのよいフィラデルフィア中心部へ移転したいと、モンゴメリー郡裁判所に運営規則を変更する許可が申請された。財団の財政難がその理由であった。2年後の2004年に移転の許可が下りたが、これは創立者のバーンズの遺志を無視することになるとして、反対運動も起こった。しかし2012年5月にベンジャミン・フランクリン・パークウェイにオープンすることが決まり、メリオンには樹木園と資料室が残されることになる。2012年、「バーンズ財団フィラデルフィア・キャンパス」が建設されてオープンし、コレクションを観覧することができる。

## コレクターとしてのバーンズ
バーンズは、フィラデルフィア郊外のケンジントンで生まれた。最初にペンシルベニア大学で医学を学んだ後、1896年から1900年にかけてドイツのベルリン大学などで生理学や薬学の勉強・研究を続けた。そして銀軟膏「アルジロル」などにより、製薬業で財を成すに至る。
ハイ・スクール時代から、後にニューヨークを中心に活躍するアメリカの新世代の画家の一員となるジョン・スローン、ウィリアム・グラッケンズの2人の友人とともに絵を描いていたことから、絵を描くことへの関心はあった。友人のグラッケンズは、バーンズの作品購入に関する助言者でもあり、1912年にはバーンズの依頼を受けて本格的なコレクションの始まりとなる20点ほどの作品をパリで購入している。バーンズ本人も頻繁にパリで作品を購入し、1915年頃のバーンズのコレクションには、ピエール＝オーギュスト・ルノワール50点、ポール・セザンヌ15点が存在していた。
第一次世界大戦で作品収集は中断するが、バーンズは1921年にパリで作品収集を再開する。バーンズのコレクションにおける1920年代のキーパーソンは、新進の若手画商のポール・ギヨーム (1891年 - 1934年) であった。詩人で美術評論家のアポリネールと懇意であったギョームは、1914年に画廊をオープンし、パブロ・ピカソやアンリ・マティスをはじめとする多くの画家の作品を先見の明をもって扱っていた。画廊が発行する小冊子にバーンズのコレクションの記事を載せるなど画商と顧客を超えた密接な関係となり、ギョームは1922年の財団設立時に財団の役員となった。

## コレクション
フランス近代絵画の中には、ピエール＝オーギュスト・ルノワール181点、ポール・セザンヌ69点、アンリ・マティス60点、パブロ・ピカソ46点、シャイム・スーティン21点、アンリ・ルソー18点、アメデオ・モディリアーニ16点、エドガー・ドガ11点、フィンセント・ファン・ゴッホ7点、ジョルジュ・スーラ6点、エドゥアール・マネ4点、クロード・モネ4点が含まれる。印象派をいち早く評価し有名にしたことで知られるフランスの画商ポール・デュラン＝リュエルより100点以上の絵画を購入している。
その他エル・グレコやゴヤの作品、エジプト美術なども所蔵している。
コレクションはバーンズの私邸だった館に展示されていたが、その展示方法は他に類を見ないものであった。作品は作者別や年代別ではなく、展示されている家具やその他の美術品・装飾品と共に色彩、構成、形、バランスを考慮し、バーンズの独特の美学に基づいて展示されていた。公開日は季節により変わるが金、土、日の週3回のみで、事前予約がないと入れなかった。2012年の移転後も入館は予約制である。

## バーンズ・コレクション展
1994年1月22日から4月3日にかけて『バーンズ・コレクション展』が東京・国立西洋美術館で開催され、107万人以上の来館者を集めた。